# Królewska Akademia Sztuk Pięknych w Gandawie
Królewska Akademia Sztuk Pięknych w Gandawie (nl. Koninklijke Academie voor Schone Kunsten van Gent, w skrócie KASK) – jedna z najstarszych uczelni artystycznych w Belgii znajdująca się w Gandawie.
Akademia została założona w 1741 roku jako prywatna szkoła w domu Philippe Karel Marissala jako bezpłatna prywatna szkoła rysowania. W 1751 roku inicjatywa zyskała uznanie i ochronę ze strony władz miasta. Status królewski został nadany jej w 1771 roku przez cesarzową Marię Teresę z Austrii. Do XVIII wieku z historią Akademii najczęściej kojarzono renomowaną rodzinę artystów Van Reyschoot. W XIX i XX wieku uczelnia kontynuowała działalność, utrzymując swój prestiż i kształcąc wielu ważnych artystów w sztukach wizualnych i audiowizualnych. W 1995 roku Akademia była jedną z trzynastu instytucji kulturalnych połączonych w Hogeschool Gent.
Obecnie w Akademii kształci się około 1000 studentów w podstawowych programach studiów (architektura, sztuki audiowizualne i wizualne) i 120 studentów na różnych kierunkach podyplomowych. Akademia razem z wydziałem słowno-muzycznym (Conservatorium), ponownie (częściowo) oddzieliła się od Hogeschool Gent jako "School of Arts".

## Znani absolwenci
- Georges Minne
- Victor Horta
- Wim Delvoye